# Otto Karl Stollberg
Otto Karl Stollberg (* 29. Oktober 1883 in Metz; † 29. Januar 1948) war ein deutscher Verleger.

## Leben
Otto Karl Stollberg studierte in Straßburg, München und Nancy und ging 1905 zum Verlag der Magdeburgischen Zeitung. 1912 wechselte er zur Norddeutschen Buchdruckerei und Verlagsanstalt. Das Unternehmen wurde 1917 von dem Verleger Reimar Hobbing übernommen, und Stollberg wurde alleiniger Manager. Zusammen mit Hobbing gestaltete er die Norddeutsche Allgemeine Zeitung zur Deutschen Allgemeinen Zeitung um.
Als nach Hobbings Tod der Verlag von Hugo Stinnes übernommen wurde, verließ Stollberg 1920 das Unternehmen. Er gründete seinen eigenen Verlag, den Otto Stollberg Verlag GmbH Buch- und Zeitschriftenverlag Berlin. Zudem gründete er die Zeitung Der Deutsche. Als sein Unternehmen von der Deutschen Verlagsgesellschaft übernommen wurde, war Stollberg Miteigentümer und begutachtete die Zeitungen, welche die Deutsche Tageszeitung AG veröffentlichte.
In der Zeit des Nationalsozialismus gab Stollberg in seinem Verlag eine Vielzahl von NS-Publikationen heraus. So erschien Das deutsche Führerlexikon 1934/35 in seinem Verlag. Für die Deutsche Arbeitsfront gab Stollberg die Zeitung Der Deutsche – die Tageszeitung der Deutschen Arbeitsfront heraus, und für die Reichskammer der bildenden Künste die amtliche Zeitschrift des Fachverbandes für Baukunst mit dem Titel Die Baugilde – Zeitschrift des Bundes Deutscher Architekten.